# Teresa Brambilla

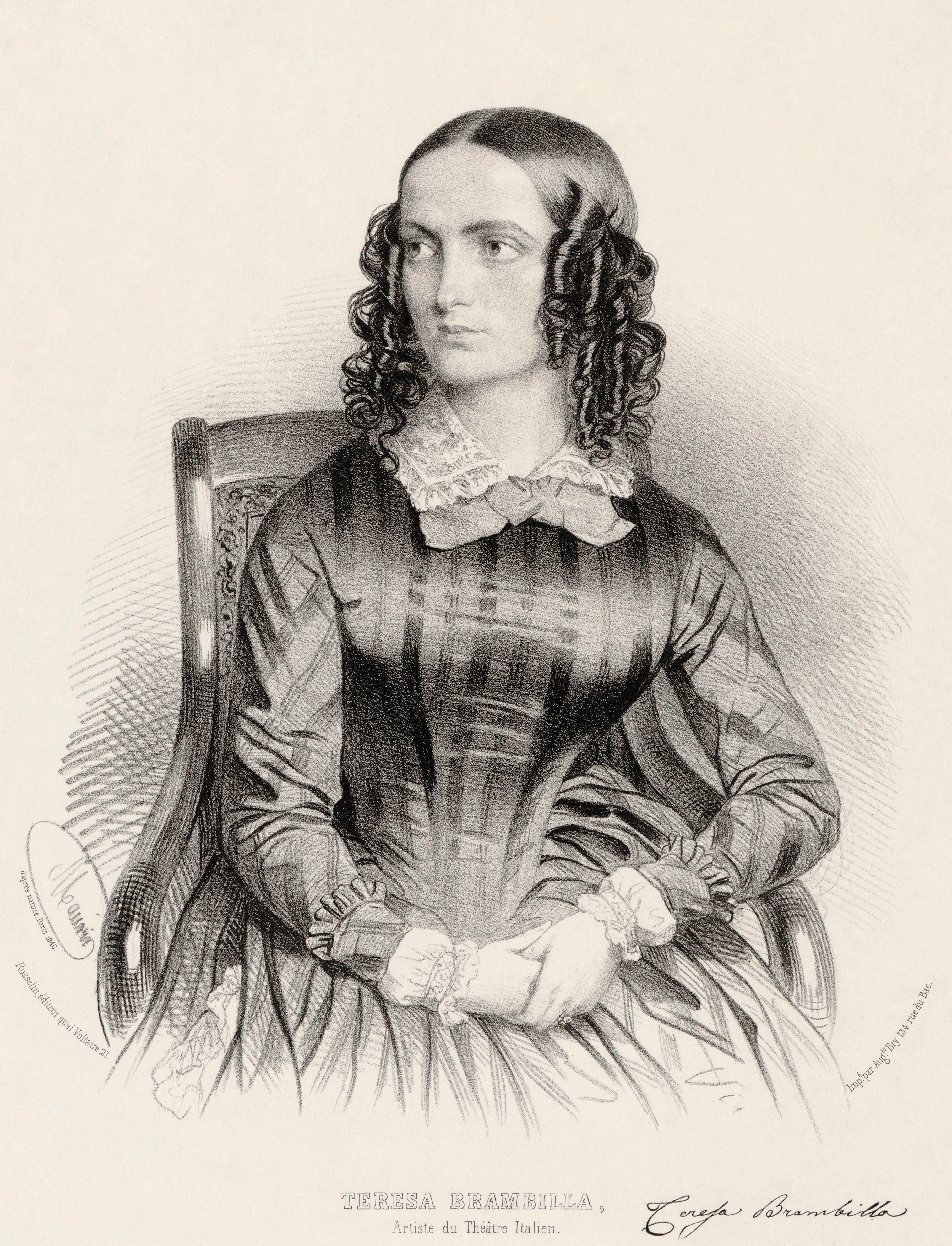
Teresa Brambilla im Jahr 1845, Lithografie von Antoine Maurin (1793–1860)

Teresa Brambilla (auch genannt: Teresina Brambilla; * 23. Dezember 1813 in Cassano d’Adda; † 15. Juli 1895 in Mailand) war eine italienische Opernsängerin (Koloratursopran; soprano sfogato), die für die Nachwelt besonders als erste Interpretin der Gilda in Giuseppe Verdis Rigoletto bekannt ist.
Sie sollte nicht mit ihrer Nichte Teresina Brambilla-Ponchielli (1845–1921), der Ehefrau von Amilcare Ponchielli, verwechselt werden, die ebenfalls Sängerin war.

## Leben
Nach neueren Studien von Angelo Cernuschi und laut Taufeintrag wurde Teresa Brambilla am 23. Dezember 1813 geboren, als Tochter von Gerolamo Brambilla; in älterer Literatur finden sich andere Daten, wie beispielsweise der 23. Oktober 1813 (MGG). Sie gehörte zu einer sehr musikalischen Familie: Vier ihrer Schwestern waren ebenfalls Sängerinnen, darunter die berühmte Altistin Marietta Brambilla (1807–1875) sowie Giuseppina (1819–1903), Annetta (* 1812) und Laura (1823–1881).
Im Januar 1827 begann sie mit ihrem Musikstudium am Konservatorium von Mailand, wo ab 1830 Giuseppina Strepponi zu ihren Kommilitoninnen zählte.
Im Juli 1833 sprang Teresa für ihre erkrankte Schwester Annetta am Teatro Carcano ein und debütierte dort in der seconda-Partie der Agnese in Vincenzo Bellinis Beatrice di Tenda.
In den folgenden Jahren sang sie zunächst an kleineren Theatern, aber bereits in Hauptrollen als primadonna. So war sie im folgenden Karneval 1833–34 in Modena engagiert und sang unter anderem die Titelrollen in Norma und La straniera. Danach war sie in Cagliari und in Pavia, ebenfalls mit Norma sowie als Amina in La sonnambula und als Rosina in Rossinis Il barbiere di Siviglia. Diese drei Partien wurden auch langfristig zu Zugpferden ihrer Karriere.
Nach Engagements am Carcano in Mailand und in Lendinara war sie im Karneval 1835–36 in Verona, um dort unter anderem die Giulietta in Bellinis I Capuleti ed i Montecchi und Rossinis Semiramide zu singen.
Danach ging sie von Mai 1836 bis Dezember 1838 nach Barcelona als „prima donna soprano“ und als „primo musico assoluto“, d. h. auch in männlichen Hauptrollen (Hosenrollen), doch unter den insgesamt 16 Partien, die sie dort sang, war in Wirklichkeit nur eine einzige Hosenrolle (Arturo in Coccias Caterina di Guisa). Zu ihren neuesten Partien gehörten unter anderem Elvira in I Puritani und Antonina in Donizettis Belisario.
Zwischenzeitlich reiste sie 1837 zurück nach Mailand, um dort in der Scala neben ihrer älteren Schwester Marietta während einer Feier zu Ehren der frühverstorbenen Maria Malibran in einer Kantate („In morte di Maria Malibran“) zu singen, deren Musik von Donizetti, Pacini, Mercadante, Vaccai und Coppola komponiert worden war.
In der Karnevalssaison 1839–40 war sie dann wirklich an der Mailänder Scala engagiert und sang in Mercadantes Le due illustri rivali und in Uraufführungen von wenig erfolgreichen Opern Carlo Coccias und Alberto Mazzucatos.
Zu ihren Glanzrollen gehörte auch die Titelrolle in Donizettis Lucia di Lammermoor, die sie zum ersten Mal im Mai 1840 in Casalmonferrato sang. Es folgten Auftritte in den Theatern von Como, Novara und Forlì, wo ihr die im Publikum anwesende Giuseppina Strepponi nach einer Aufführung als Beatrice di Tenda einen Blumenkranz zuwarf.
Einen Karrieresprung nach oben machte die Brambilla, als sie von 1841 bis 1845 einen Vertrag mit dem bedeutenden Impresario Alessandro Lanari hatte, der sie zunächst am Teatro della Pergola in Florenz unter anderem in italienischen Fassungen von Meyerbeers Les Huguenots (unter dem Titel Gli Anglicani) und Robert le diable singen ließ.
Am 8. November 1843 wurde sie in Rom nach erfolgreichen Auftritten am Teatro Apollo und am Teatro Argentina, unter anderem in Donizettis Maria de Rudenz, zum Ehrenmitglied der Accademia di Santa Cecilia ernannt; sie war außerdem Ehrenmitglied der Accademia Filarmonica von Bologna.
Großen Erfolg hatte sie auch 1844 in Pisa in Pacinis Saffo und sang im selben Jahr in Venedig in Verdis Nabucco und Ernani. Alle drei Rollen gehörten noch jahrelang zu ihrem Repertoire.
Als sie im Sommer 1844 an einer Form von Tuberkulose erkrankte, hätte das das Ende ihrer Karriere und sogar ihres Lebens bedeuten können. Doch sie erholte sich nach einer mehrmonatigen Pause in ihrem Heimatort Cassano d’Adda, sagte aber ein Engagement in Mantua für die kommende Karnevalssaison ab.
Im Herbst 1845 folgte sie einem Ruf nach Paris ans Théâtre-Italien, wo sie im Oktober mit großem Erfolg die Partie der Abigaille in der dortigen Premiere von Verdis Nabucco sang, außerdem in Ernani (unter dem Titel Il Proscritto) und – zusammen mit ihrer Schwester Marietta – in Cimarosas Il matrimonio segreto.
Von April 1846 bis Mai 1848 war sie am bedeutenden Teatro San Carlo in Neapel und feierte große Erfolge in Beatrice di Tenda und Pacinis Buondelmonte. Sie sang dort außerdem ihre Glanzrollen im Barbier von Sevilla, in Ernani und Nabucco sowie in Lucia di Lammermoor.
Danach war sie in Turin und Alessandria und sang 1850 in Modena die weiblichen Hauptrollen in Verdis Attila und Luisa Miller.
Im Karneval 1851 folgte eine Spielzeit am Teatro La Fenice in Venedig, wo sie wiederum als Luisa Miller, als Lucia di Lammermoor sowie in Pacinis Allan Cameron glänzte und schließlich die Partie sang, die ihr endgültig einen besonderen Platz in der Musikgeschichte sicherte: Gilda in der Uraufführung von Verdis Rigoletto, am 11. März 1851. In zeitgenössischen Rezensionen heißt es, die Brambilla und der Darsteller des Rigoletto, Felice Varesi, hätten sich selbst übertroffen („...superarono, a così dire, se stessi“, in: Gazetta Musicale di  Milano (GMMI), Nr. 13, 30. März 1851, S. 60).
Schon bald darauf reiste sie nach Odessa, wo sie von Mai 1851 bis Juli 1853 blieb und Erfolge in Bellinis Norma und La sonnambula, in Donizettis Lucrezia Borgia und Lucia di Lammermoor, in Verdis Luisa Miller und I masnadieri, in Rossinis Barbiere di Siviglia und in Pacinis Medea feierte.
Zurück in Italien folgten Auftritte in Fermo, Venedig und Modena, unter anderem wieder als Gilda in Rigoletto, sowie ein letztes Engagement in Jassy (?). Dort war ihre letzte Rolle auf der Opernbühne die Leonora in Verdis Il trovatore, bevor sie sich 1855 von der Bühne zurückzog und in Odessa einen früheren Verehrer, den Kaufmann Annibale Cambiaggio, heiratete, welcher drei Kinder in die Ehe mitbrachte.
Nachdem ihr Mann bereits 1860 verstorben war, kehrte Teresa nach Italien zurück und erteilte in Mailand Gesangsunterricht. Sie starb im Juli 1895 mit 81 Jahren an einer Gastroenteritis und wurde in Mailand begraben.

## Stimme und Kunst
Teresa Brambillas Stimme zeichnete sich durch große Agilität aus und hatte einen ungewöhnlich weiten Umfang von etwa zweieinhalb Oktaven, die in allen Lagen ausgeglichen und stark war. Sie wurde manchmal von Zeitgenossen als „soprano sfogato“ definiert, worunter man einen Sopran mit einer kräftigen Tiefe fast wie ein Mezzosopran und mit Koloraturfähigkeit verstand.
In einer Rezension von 1835 wurden die große Agilität ihrer Stimme und ihre Musikalität gelobt sowie ihr „brillanter und geschmackvoller Gesang“.
1846 beschrieb ein Kritiker im Figaro (2. Mai 1846, S. 140) ihre Stimme als „wohl intoniert, gut sowohl in den Tiefen, wie in der Mittellage und in den Höhen“, die sie „ohne Forcieren, ohne Mühe und ohne das Legato aufzugeben“ erreiche und halte.
Ein anderer Zeitgenosse sprach von einer Stimme „von ungewöhnlicher Ausdehnung, füllig, sonor, ausgeglichen; berührend und kräftig sind ihre tiefen Noten“ und sie gehöre „zu jener kleinen Zahl privilegierter Seelen, die mit der Poesie der Kunst geboren werden“. Derselbe Autor lobte außerdem ihre Bühnenpräsenz und ihr wahrhaftiges und poetisches Spiel (in: La Fama, 28. August 1851, S. 275).

## Rollen für Teresa Brambilla
Die folgenden Rollen wurden für Teresa Brambillas Stimme komponiert. Andere bedeutende Partien sind im obigen Text zu finden, eine komplette Rollenliste findet man bei Cernuschi.
- Evellina in Sermondo il generoso von Antonio Rovira; UA: 1839, Teatro, Barcelona[14]
- Inez in I due Figaro, ossia Il soggetto di una commedia von Antonio Giovanni Speranza; UA: 30. Oktober 1839, Teatro Carignano, Turin[15]
- Serafina in I Corsari von Alberto Mazzucato; UA: 15. Februar 1840, Teatro alla Scala, Mailand[16][5]
- Francesca Ruffo in Giovanna II, regina di Napoli von Carlo Coccia; UA: 12. März 1840, Teatro alla Scala, Mailand; neben Erminia Frezzolini und Napoleone Moriani[17][5]
- Angiolina in I begli usi di città von Cesare Dominiceti; UA: Oktober 1841, Teatro Sociale, Desenzano[18]
- Titelrolle in Vannina d'Ornano von Fabio Campana; UA: 1842, Teatro della Pergola, Florenz[19]
- Eleonora in Il conte di Lavagna von Teodulo Mabellini; UA: 4. Juni 1843, Teatro della Pergola, Florenz; neben Marianna Barbieri-Nini[20]
- Imelda in Bonifazio de’ Geremei von Giuseppe Poniatowski; UA: 28. November 1843, Teatro Argentina, Rom[21]
- Gilda in Rigoletto von Giuseppe Verdi; UA: 11. März 1851, Teatro La Fenice, Venedig[5]